# D. Luther Martina máli kátekismus
D. Luther Martina máli kátekismus (Mali katekizem Dr. Martina Lutra) je evangeličanski šolski katekizem v prekmurščini iz 1837. Avtorj je Janoš Kardoš.
Ta katekizem je bilo prvo Kardoševo književno delo. Kardoš je sestavil še različne učbenike za slovenske luteranske šole na Ogrskem. Pozneje je dobil državno podporo od madžarskih oblasti, zlasti po 1867. Kardoš je sam poskusil v prekmurščini tvoriti neologizme in strokovno terminologijo. Veliko takih poskusov je bilo zgrešeno, zato Kardoševi neologizmi večinoma niso bili okoreninjeni v prekmurščini. Jožef Borovnjak je prevzel novo terminologijo iz osrednje slovenščine, kar je bilo dosti bolj uspešno.
Vszêm
Vu Goszpodni bodôcsim
Správiscsam evangelicsanszkim
Miloszcsa i mír od Bôga Ocsé
i zvelicsitela Jezus Krisztusa!

Vszê vrêmenov môdri i bôgabojécsi mô'zje sze vu tom vejdínajo, kâ je szpoznanye szkrovni isztin vadlüványa, nepotvarjeno zdr'závanye veliki zapôved odícsene vere bo'zanszke, i nepresztano zvrsávanye vu vszoj popolnosti krsztsanszkoj — naime po môdrom nüczanyi kníg czílavni oprávlano — najszvetêsa dú'znoszt… Tak szmileni je medtêmtoga Bôg, da tomi obszedi nemocsnimi, na dobro vühkomi, lasztivnoj szrecsi szvojoj protivnomi, i vu vszoj nevrêdnoszti pred nyim sztojécsemi csloveki odnet zgora, li z-neszkoncsane miloszcse szvoje podeljáva nágib, príliko i môcs k-vszemi, ka popolnoszti i szrecsi nyegovoj na odraszek i potrdjávanye szlű'ziti more. …

Voditela etaksega je pobűdo odícseni dűh nyegov, zvön nezracsúnani drűgi, i vu tom nemrtelne zaszlü'zenoszti i blagoszlovlenoga szpômenka mô'zi, D. LUTHER MARTINI, koga ocsinszke szkrbnoszti plemeniti zálog, otrokom roditelov pob'zni meszto dráge, őrocsíne porocseni, zdâ i mí vu jeziki maternom, gingavim lübezníkom czérkvi evangelicsanszke z-dobrotívnim czílanyem sz-têm vrêlim 'zelênyem prêkdati setűjemo…

Na Hodosi 27-ga dnéva Riszálscseka v-1837-tom leti. Kardos János Evang. Dühovnik.
Katekizem vsebuje molitve in odlomke iz Svetega pisma.

## Ponatisi
- Drugi ponatis so izdali v Gradcu (leto izdaje ni znano): D. Luther Martina Máli katekizmus ali glavni návuk szvéte vere krsztsanszke.
- Tretji ponatis je izšel 1902 v Murski Soboti, v tiskarni Béle Árvaija: D. Luther Martina Máli kátekizmus ali glávni návuk szvéte vere krsztsanszke. Naime za deczo szpráviscs evangelicsanszki.
- Četrti ponatis je izšela po prvi svetovni vojni (1920) v Združenih državah s pomočjo časopisa Szlobodna Rejcs: Dr. Luther Martina Mali kátekizmus ali glavni návuk szévte vere krsztsanszke naime za deco szpráviscs evangelicsanszki vödani po Kardos Janosi.
- Peti ponatis je 1938 izdal tudi v ZDA Ernest Stiegler, ki je bil duhovnik v South Betlehemu, s pomočjo časopisa Amerikanszki Szlovencov glász: Dr. Lutger Martina máli Kátekismus ali glávni návuk szvéte vere krsztsanszke naime za deco správiscs evangelicsanszki. Vödáni po Rev. Dr. Ernest A. Stiegler Bethlehemszkom Dühovniki. Stampani vu Amerikanszki Szlovencov glász stampariji.

## Zapisek
1. ↑  27. maja